# Managed Services Provider
Ein Managed Services Provider (MSP) (englisch für Betreibermodellanbieter oder Betreiberlösungsanbieter) ist ein Informations-Technologie-Dienstleister, der die Verantwortung für die Bereitstellung einer definierten Reihe von Dienstleistungen für seine Kunden übernimmt und verwaltet. Aber auch andere Dienstleistungen (wie z. B. Schulungen, Gebäudedienstleistungen, Personaldienstleistungen, Cybersicherheit) werden zunehmend von MSPs erbracht.

## Dienstleistungen
Zu den Diensten der Informations-Technologie-Dienstleister gehören unter anderem Hosting Services, Virtual Private Networks (VPN), Voice over IP (VoIP), Internetzugänge und Netzwerksicherheit. 
Viele MSPs bieten ihre Dienste per Fernzugriff über das Internet an, und weniger über Kundenbesuche, die zeitaufwendig und oft teuer sind. Die Angebote der MSPs beinhalten auch Fernwartung, Desktop-Sicherheit und Überwachung, Patch-Management und Remote-Daten-Backup, sowie technische Hilfe aber eben auch andere zusätzliche Dienstleistungen.
Managed Services Provider bieten in der Regel mehrere Preis-Strukturen an. Am häufigsten ist eine monatliche Gebühr, aber auch „Zeit-und-Material“- sowie „Preis pro Desktop, Server, Netzwerk oder Gerät“-Modelle sind möglich. Für diese Gebühr wird die IT-Infrastruktur der Kunden überwacht (häufig sogar 24/7) und auftretende Probleme werden gelöst. Dies bietet dem Kunden die Möglichkeit, sich auf seine eigenen Unternehmensziele zu konzentrieren und vorhersehbare Kosten, als auch für den MSP vorhersehbare Einnahmen. Managed Services bieten vor allem für kleine und mittlere Unternehmen die Möglichkeit, durch das Outsourcing ihrer IT-Bedürfnisse mehr Kosten zu sparen als durch den Aufbau einer internen IT-Support-Abteilung.
Heute finden sich für fast alle Dauerdienstleistungen auch Managed Services Provider am Markt. Personaldienstleistungen, Prozessmanagement und andere Funktionen werden als MSP angeboten und genutzt. Mit der zunehmenden Digitalisierung, der angespannten Bedrohungslage durch Cyberkriminelle und dem persistenten Fachkräftemangel im Bereich IT-Sicherheit rücken verstärkt auch Managed Security Service Provider (MSSPs) in den Fokus.

## Entwicklung
Das Geschäftsmodell hinter Managed Services wurde anfänglich von großen IT-Unternehmen wie EDS (Electronic Data Systems), IBM Global Services, und CenterBeam für Großkonzerne entwickelt. Später wurde es durch zahlreiche Wiederverkäufer an kleine und mittlere Unternehmen angepasst, als deren derzeitiges Modell des Wiederverkaufs von Hard- und Software kontinuierlich niedrigere Gewinnspannen erbrachte. Einige der Pioniere von den heutigen Managed Services sind Dynasis (Atlanta), SLPowers (South Florida) und Connecting Point (Las Vegas).